# Joseph Nguyễn Tích Đức
Joseph Nguyễn Tích Đức (22 febbraio 1938 – 23 maggio 2011) è stato un vescovo cattolico vietnamita.

## Biografia
Joseph Nguyễn Tích Đức nacque il 22 febbraio 1938. Entrò nel seminario minore Hoàng Nguyên di Hanoi nel 1948 per due anni, poi proseguì gli studi al seminario minore Pio XII di Hanoi e terminando gli studi presso la Pontificia Accademia San Pio X di Ðà Lat nel 1968.
Fu ordinato prete il 21 dicembre 1967 dal vescovo Pierre Nguyễn Huy Mai.
Dopo la sua ordinazione, nel 1968, fu nominato professore per il seminario minore Le Bao Tinh di Ban Mê Thuột, tuttavia l'instabile situazione politica del Vietnam post guerra portò notevoli disagi, tra cui la chiusura del seminario e la dispersione degli studenti. Mantenne comunque il compito di assicurare l'istruzione e la formazione dei seminaristi. Nel 1986 fu assegnato alla parrocchia di Hưng Đạo, sempre a Ban Mê Thuột, dove poi aprì il seminario maggiore Sao Biển nel 1991, continuando il lavoro di professore e di cura delle vocazioni.
Il 21 aprile 1997 papa Giovanni Paolo II lo nominò vescovo coadiutore di Ban Mê Thuột; ricevette l'ordinazione episcopale il 17 giugno dello stesso anno per imposizione delle mani del vescovo di Ban Mê Thuột Joseph Trịnh Chính Trực.
Succedette alla guida della diocesi il 29 dicembre 2000, giorno del ritiro del suo predecessore.
A causa della salute malferma, poté reggere la diocesi per soli cinque anni e mezzo, cercando però di compiere la sua missione nel miglior modo possibile, in particolare assicurandosi che i seminaristi potessero avere sempre un'ottima formazione e codificando i programmi di catechismo per le missioni nelle varie parrocchie del territorio.
Rassegnò le dimissioni per motivi di salute il 17 maggio 2006.
Morì il 23 maggio 2011 all'età di 73 anni.

## Genealogia episcopale
La genealogia episcopale è:
- Cardinale Scipione Rebiba
- Cardinale Giulio Antonio Santori
- Cardinale Girolamo Bernerio, O.P.
- Arcivescovo Galeazzo Sanvitale
- Cardinale Ludovico Ludovisi
- Cardinale Luigi Caetani
- Cardinale Ulderico Carpegna
- Cardinale Paluzzo Paluzzi Altieri degli Albertoni
- Papa Benedetto XIII
- Papa Benedetto XIV
- Papa Clemente XIII
- Cardinale Marcantonio Colonna
- Cardinale Giacinto Sigismondo Gerdil, B.
- Cardinale Giulio Maria della Somaglia
- Cardinale Carlo Odescalchi, S.I.
- Cardinale Costantino Patrizi Naro
- Cardinale Lucido Maria Parocchi
- Papa Pio X
- Papa Benedetto XV
- Papa Pio XII
- Cardinale Eugène Tisserant
- Papa Paolo VI
- Arcivescovo Angelo Palmas
- Vescovo Pierre Nguyễn Huy Mai
- Vescovo Joseph Trịnh Chính Trực
- Vescovo Joseph Nguyễn Tích Đức